# Pakistans cricketlandshold
Pakistans cricketlandshold (urdu: پاکستان کرکٹ ٹیم), også kendt som The Green Shirts eller Shaheen, er et hold, der repræsenterer Pakistan i international cricket. Landsholdet, som styres af Pakistan Cricket Board (PCB), er et fast medlem af International Cricket Council (ICC) og deltager i Test, ODI og Twenty20 International cricketkampe.
Pakistan har spillet 889 ODI kampe og vundet 469 (52.8%), tabt 394, fået 8 uafgjort og spillet 18 kampe uden resultat. Pakistan blev verdensmestre i 1992 og kom til finalen i 1999, men tabte til Australien. Pakistan har, sammen med andre lande i den sydøstlige del af Asien, været vært for verdensmesterskaberne i 1987 og 1996, hvor finalen i 1996 blev afholdt på Gaddafi Stadium i Lahore. Pakistan har også spillet 126 T20I kampe og vundet 77 (61.1%), tabt 46 og fået 3 uafgjort. Pakistan vandt verdensmesterskabet i ICC World Twenty20 2009 og blev finalister i den indledende turnering i 2007.

## Præstation i internationale turneringer

### Verdensmesterskaberne (ICC World Cup)
| ICC Cricket World Cup                  | ICC Cricket World Cup | ICC Cricket World Cup | ICC Cricket World Cup | ICC Cricket World Cup | ICC Cricket World Cup | ICC Cricket World Cup | ICC Cricket World Cup | ICC Cricket World Cup |
| År                                     | Runde                 | Position              | Kampe                 | V                     | T                     | U                     | Intet resultat        |                       |
| -------------------------------------- | --------------------- | --------------------- | --------------------- | --------------------- | --------------------- | --------------------- | --------------------- | --------------------- |
| 1975 (England)                         | 1. runde              | 5/8                   | 3                     | 1                     | 2                     | 0                     | 0                     |                       |
| 1979 (England)                         | Semifinalist          | 4/8                   | 4                     | 2                     | 2                     | 0                     | 0                     |                       |
| 1983 (England)                         | Semifinalist          | 4/8                   | 7                     | 3                     | 4                     | 0                     | 0                     |                       |
| 1987 (Indien og Pakistan)              | Semifinalist          | 3/8                   | 7                     | 5                     | 2                     | 0                     | 0                     |                       |
| 1992 (Australien og New Zealand)       | Verdensmestre         | 1/9                   | 10                    | 6                     | 3                     | 0                     | 1                     |                       |
| 1996 (Indien, Pakistan og Sri Lanka)   | Kvartfinalist         | 6/12                  | 6                     | 4                     | 2                     | 0                     | 0                     |                       |
| 1999 (England og Holland)              | Finalist              | 2/12                  | 10                    | 7                     | 3                     | 0                     | 0                     |                       |
| 2003 (Sydafrika, Zimbabwe og Kenya)    | 1. runde              | 10/14                 | 6                     | 2                     | 3                     | 0                     | 1                     |                       |
| 2007 (Vestindien)                      | 1. runde              | 10/16                 | 3                     | 1                     | 2                     | 0                     | 0                     |                       |
| 2011 (Indien, Sri Lanka og Bangladesh) | Semifinalist          | 3/14                  | 8                     | 6                     | 2                     | 0                     | 0                     |                       |
| 2015 (Australien og New Zealand)       | Kvartfinalist         | 5/14                  | 7                     | 4                     | 3                     | 0                     | 0                     |                       |
| 2019 (England)                         | -                     | –                     | –                     | –                     | –                     | –                     | –                     |                       |
| 2023 (Indien)                          | -                     | –                     | –                     | –                     | –                     | –                     | –                     |                       |
| I alt                                  |                       | 1 titel               | 71                    | 41                    | 28                    | 0                     | 2                     |                       |

### Twenty20 World Cup
| ICC World Twenty20 | ICC World Twenty20 | ICC World Twenty20 | ICC World Twenty20 | ICC World Twenty20 | ICC World Twenty20 | ICC World Twenty20 | ICC World Twenty20 | ICC World Twenty20 |
| År                 | Runde              | Position           | Kampe              | V                  | T                  | U                  | Intet resultat     |                    |
| ------------------ | ------------------ | ------------------ | ------------------ | ------------------ | ------------------ | ------------------ | ------------------ | ------------------ |
| 2007 (Sydafrika)   | Finalist           | 2/12               | 7                  | 5                  | 1                  | 1                  | 0                  |                    |
| 2009 (England)     | Verdensmestre      | 1/12               | 7                  | 5                  | 2                  | 0                  | 0                  |                    |
| 2010 (Vestindien)  | Semifinalist       | 4/12               | 6                  | 2                  | 4                  | 0                  | 0                  |                    |
| 2012 (Sri Lanka)   | Semifinalist       | 3/12               | 6                  | 4                  | 2                  | 0                  | 0                  |                    |
| 2014 (Bangladesh)  | Super 10           | 5/16               | 4                  | 2                  | 2                  | 0                  | 0                  |                    |
| 2016 (Indien)      | Super 10           | 7/16               | 4                  | 1                  | 3                  | 0                  | 0                  |                    |
| I alt              |                    | 1 titel            | 34                 | 19                 | 14                 | 1                  | 0                  |                    |

## Logo
Pakistans cricketlandsholds logo er en stjerne, som regel i farven guld eller grøn, med navnet "Pakistan" (پاکِستان) skrevet indeni på urdu, som er Pakistans nationalsprog.

## Spillere
- Shahid Afridi
- Mohammad Amir (ikke længere aktiv)
- Yasir Shah
- Waqar Younis (ikke længere aktiv)

## Træningspersonale
- Øverste træner:  Mickey Arthur
- Træner i batting:  Grant Flower
- Træner i bowling:  Azhar Mahmood
- Træner i fielding:  Steve Rixon
- Fitness træner:  Grant Luden
- Fysioterapeut:  Shane Hayes
- Manager:  Talat Ali